# Я гуляла с зомби
«Я гуляла с зомби» (англ. I Walked With a Zombie) — фильм ужасов режиссёра Жака Турнёра, вышедший на экраны в 1943 году.

## Сюжет

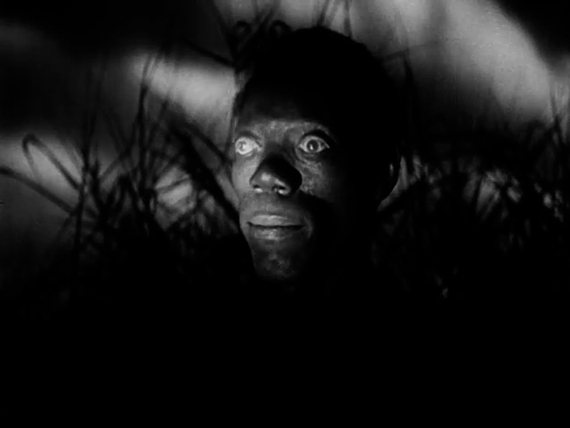
Дарби Джонс в роли зомбиподобного стража Каррефура

Канадская медсестра Бетси Коннел (Фрэнсис Ди) отправляется на остров в Вест-Индии, чтобы позаботиться о Джессике Холланд (Кристина Гордон), жене богатого плантатора Пола Холланда. Здесь она знакомится не только с хозяином, но и его сводным братом Уэсли Рэндом.
Её пациентка живёт в непонятном сумеречном состоянии; она неразговорчива, двигается как живой мертвец и по ночам бродит как призрак. Бетси, считающая, что Джессика страдает нервным расстройством, узнаёт, что среди местных жителей распространён культ Вуду. Она узнаёт о проводимых церемониях и решает, что если официальная медицина не может помочь её подопечной, то, возможно, такая «шоковая терапия» поможет Джессике выйти из своего состояния.
Однажды ночью сиделка выходит с пациенткой из клиники, но эксперимент с вуду проваливается. Оказывается, что Джессика вовсе не больна, а является зомби. Ответственной за состояние Джессики является её свекровь, миссис Рэнд. Узнав правду о девушке, Уэсли бросается с её телом в морские волны.

## В ролях
- Джеймс Эллисон — Уэсли Рэнд
- Фрэнсис Ди — Бетси Коннелл
- Том Конуэй — Пол Холланд
- Эдит Баррет — миссис Рэнд
- Кристина Гордон — Джессика Холланд
- Джеймс Белл — доктор Максвелл
- Тереза Харрис — горничная Альма
- Дарби Джонс — Каррефур
- Сэр Ланселот — певец
- Джени Ле Гон — танцовщица
- Вивиан Дэндридж — Мелисса
- Ричард Абрамс — Клеман
- Дорис Аке
- Рита Кристиани
- Кэтлин Хартсфилд
- Алан Эдмистон
- Норман Мэйес — Байард
- Джино Моксзер — фехтовальщик

## Темы и интерпретации

### Тема рабства
Сценарист Джим Ворел отмечает, что «место действия фильма - остров Святого Себастьяна, переживший рабство, постоянные визуальные мотивы не позволяют зрителю забыть ужасы недалекого прошлого». Историк и писатель Александр Немеров пишет, что «Я гуляла с зомби» использует неподвижность как метафору рабства.  Важным символом является неодушевленная фигура Ти-Мизери святого Себастьяна, пронзенного стрелами, которая, как говорится в фильме, была взята с носа невольничьего корабля, что доставил первых черных рабов на остров. Немеров утверждает, что Ти-Мизери и Каррефур "вызывают в воображении линчевание черного человека". Он добавляет, что это проявляется и в финальной сцене фильма, представленной голосом чернокожего мужчины, который говорит аудитории: «пожалей мертвых, и пожелай мира и счастья живым» - утверждение, предназначенное для белых персонажей».  Писатель Ли Мандело, наоборот, сетует на то, что первоначальная тематика фильма «переворачивается, чтобы обсудить «порабощение» красивой белой женщины, Джессики, которую либо превратилась в зомби, либо прибывала в кататоническом ступоре[...] Этот последний эпизод заставляет вздрогнуть, поскольку страдания чернокожего населения острова и передаются белой женщине".  Немеров и Мандело подчеркивают упомянутую в фильме эпизод "о слезах при рождении ребенка и смехе на похоронах", которые называют «культурной традицией, исхода из жизни без свободы». По словам Немерова, Каррефур, «как номинальный руководитель невольничьего корабля, является статичной и бесчувственной фигурой», олицетворяющей связь между рабством и концепцией зомби; Немеров цитирует заявление антрополога Уэйда Дэвиса: «Зомби не разговаривают, не могут постоять за себя, даже не знают своих имен. Их судьба - порабощение».

### Вуду

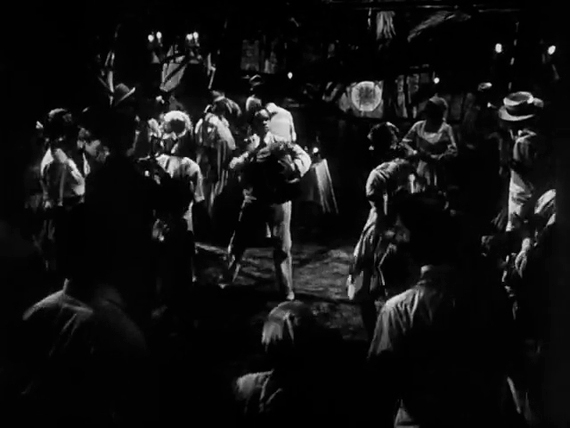
Сцена, происходящая в храме вуду

Форел утверждает, что «Я гуляла с зомби» подходит к верованиям, связанным с религиями африканской диаспоры, особенно с гаитянским вуду, более продуманным образом, чем предыдущие фильмы, такие как «Белый зомби» (1932).  «Я гуляла с зомби» "не только изображает их с удивительной точностью и достоинством, но и учитывает, как эти убеждения могут быть использованы белым человеком в качестве еще одного элемента контроля над жизнями жителей острова".  Немеров также отмечает, что в фильме звучит гаитянская вудуистская песня "O Legba", предоставленная для фильма фольклористом Лероем Антуаном, что отражает исследования культа вуду, проведенные создателями фильма. 

## Производство

### Работа над фильмом
Продюсер Вэл Льютон был обязан использовать для фильма то название, которое выбрало руководство студии RKO, это название было взято из одноименной статьи, написанной Инес Уоллес для «American Weekly Magazine». В статье Уоллес подробно рассказывается о ее собственном опыте встречи с "зомби" не буквально живыми мертвецами, а скорее людьми, с которыми она столкнулась на плантациях Гаити, чьи голосовые связки и когнитивные способности были нарушены из-за употребления наркотиков, что сделало их послушными слугами, которые понимали и выполняли простые приказы.
При разработке сценария Льютон попросил писателей использовать "Джейн Эйр" Шарлотты Бронте в качестве модели для его повествовательной структуры и провести подробное исследование Гаитянского вуду. Якобы Льютон заявил, что хочет создать "вест-индскую версию" Джейн Эйр, а сценаристы Курт Сиодмак и Ардел Рэй были выбраны для написания сценария. Первоначальный проект Сиодмака вращался вокруг жены владельца плантации, которую превратили в зомби, чтобы помешать ей уехать в Париж, но сценарий претерпел значительные изменения, внесенные Рэем и самим Льютоном.

### Кастинг
Анна Ли изначально должна была сыграть роль Фрэнсис Ди, но была вынуждена отказаться из-за другого проекта.

### Съемки
Рэй описал «Я гуляла с зомби», как фильм со «скудным бюджетом». Основные съемки фильма начались 26 октября 1942 года и были завершены менее чем через месяц, 19 ноября. Фрэнсис Ди получила 6000 долларов за роль в фильме, а Дарби Джонс заработал в общей сложности 225 долларов (из расчета 75 долларов в день в течение трех дней), исходя из его еженедельной контрактной зарплаты в 450 долларов.

## Премьера

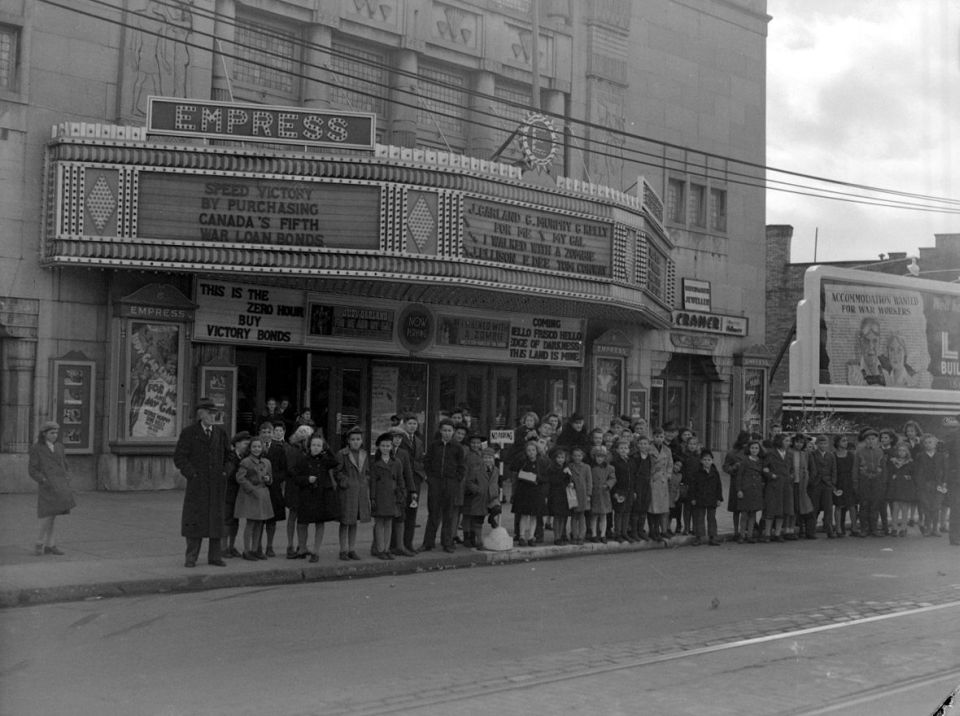
Премьера фильма в Монреале

Премьера фильма «Я гуляла с зомби» состоялась в апреле 1943 года в Огайо, в Кливленде, родном городе автора исходного материала, Инес Уоллес. Он открылся в Нью-Йорке 21 апреля 1943 года, а затем широко распространился 30 апреля.  Он продолжал показывать в театрах Северной Америки в течение года, показы начались 19 декабря 1943 года в городе Каспер (штат Вайоминг). . Фильм был переиздан в Соединенных Штатах через RKO в 1956 году и вновь показан в Лос-Анджелесе в июле того же года. после чего картину продолжили показывать по всей стране осенью 1956 года.

## Домашнее видео
Фильм был выпущен на DVD в 2005 году Warner Home Video в виде двойного полнометражного диска вместе с "Похитителем тел" (1945). Этот диск также входил в состав бокс-сета Val Lewton, выпущенного в том же году.

## Ремейк
- Ритуал (фильм 2001 года)